# بارتولومئو کریستافوری
بارتولومئو کریستافوری دی فرانچسکو (تلفظ ایتالیایی: [bartoloˈmɛ:o kriˈstɔ:fori di franˈtʃesko]; ۴ مه ۱۶۵۵– ۲۷ ژانویه ۱۷۳۱) یک سازنده آلات موسیقی ایتالیایی بود. او عمده شهرت خود را برای اختراع پیانو کسب کرد.

## پیانوهای کریستافوری

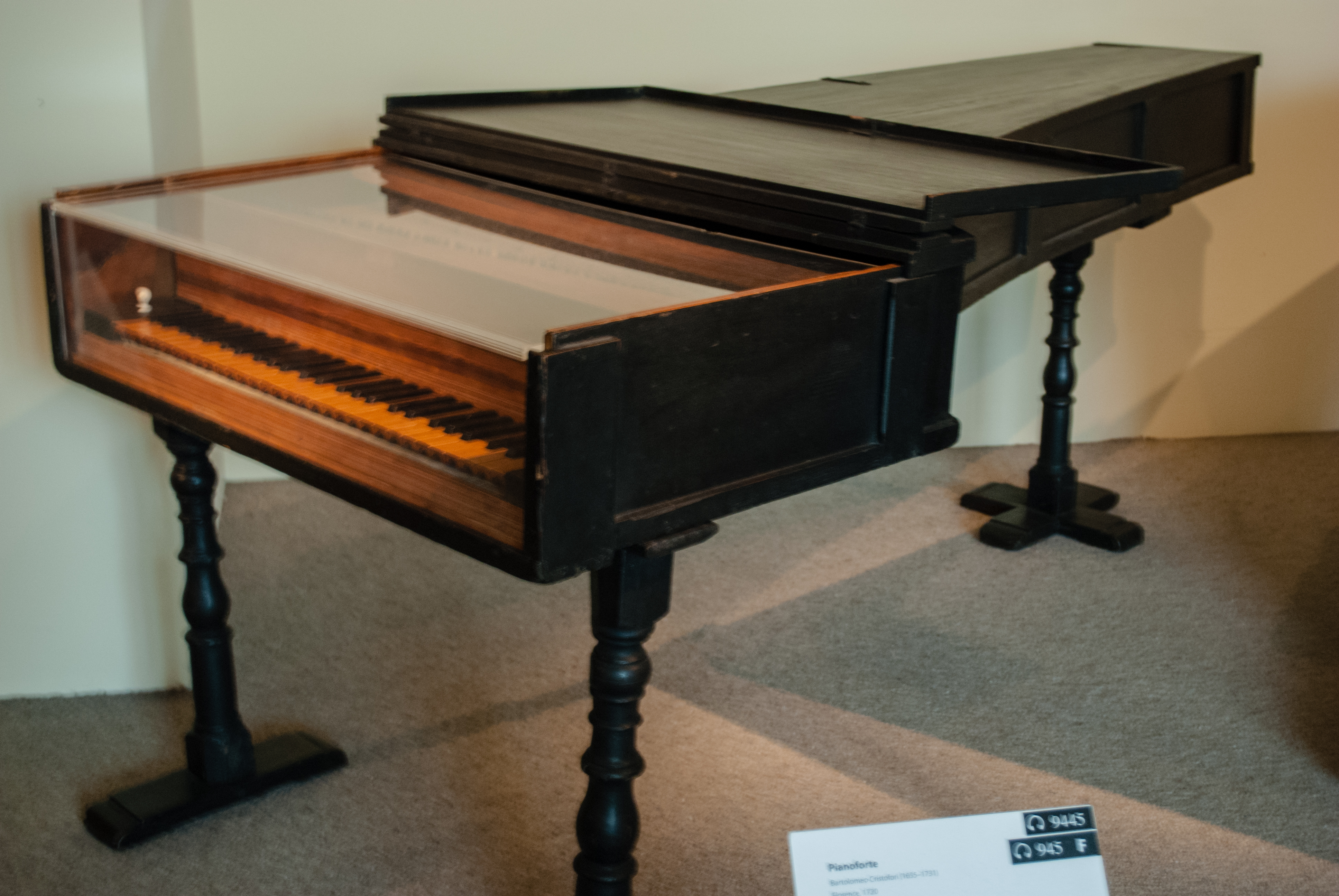
پیانو ساخته سال ۱۷۲۰ در موزه متروپولیتن در نیویورک

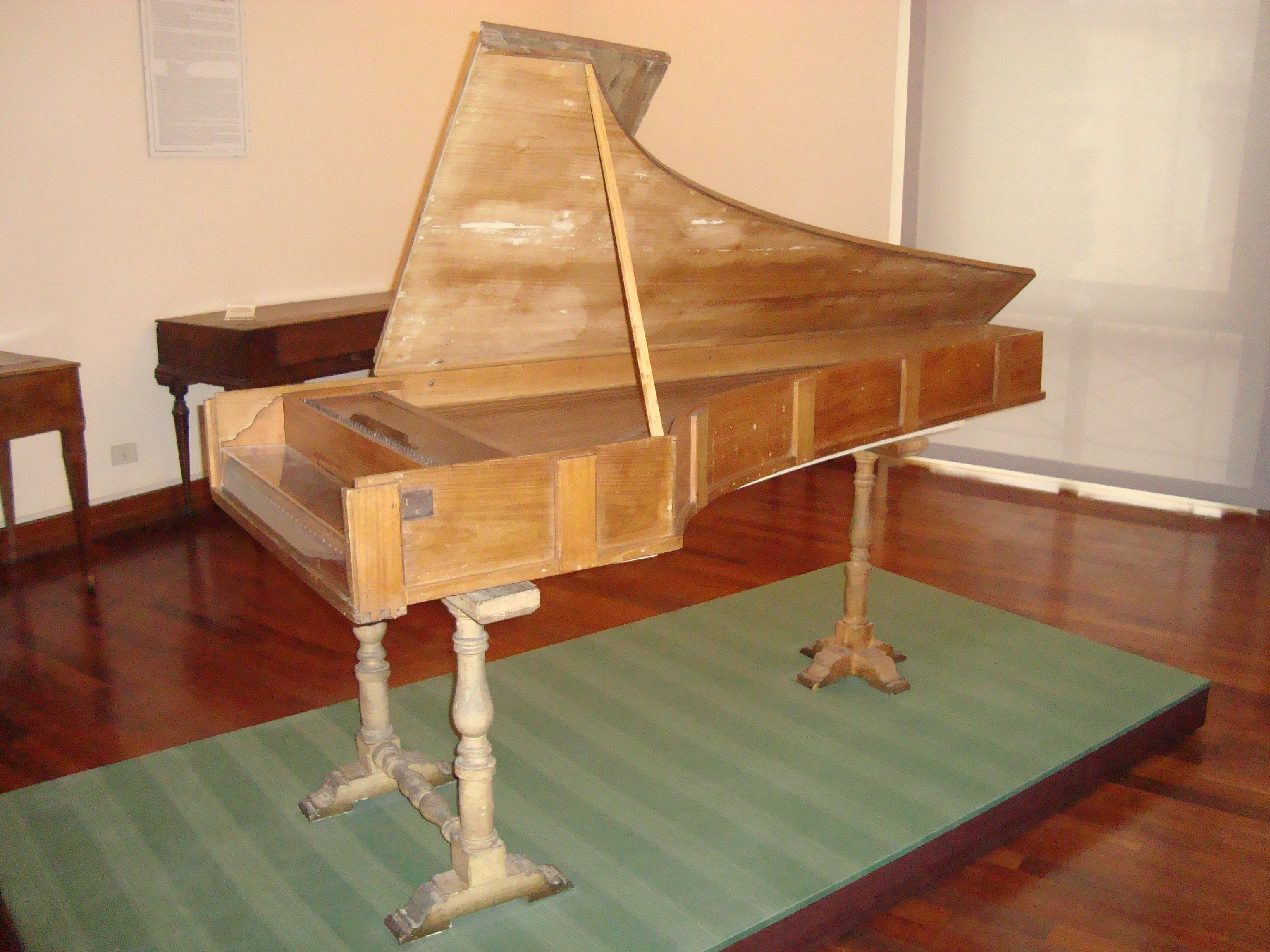
پیانو ساخته ۱۷۲۲ در رم.

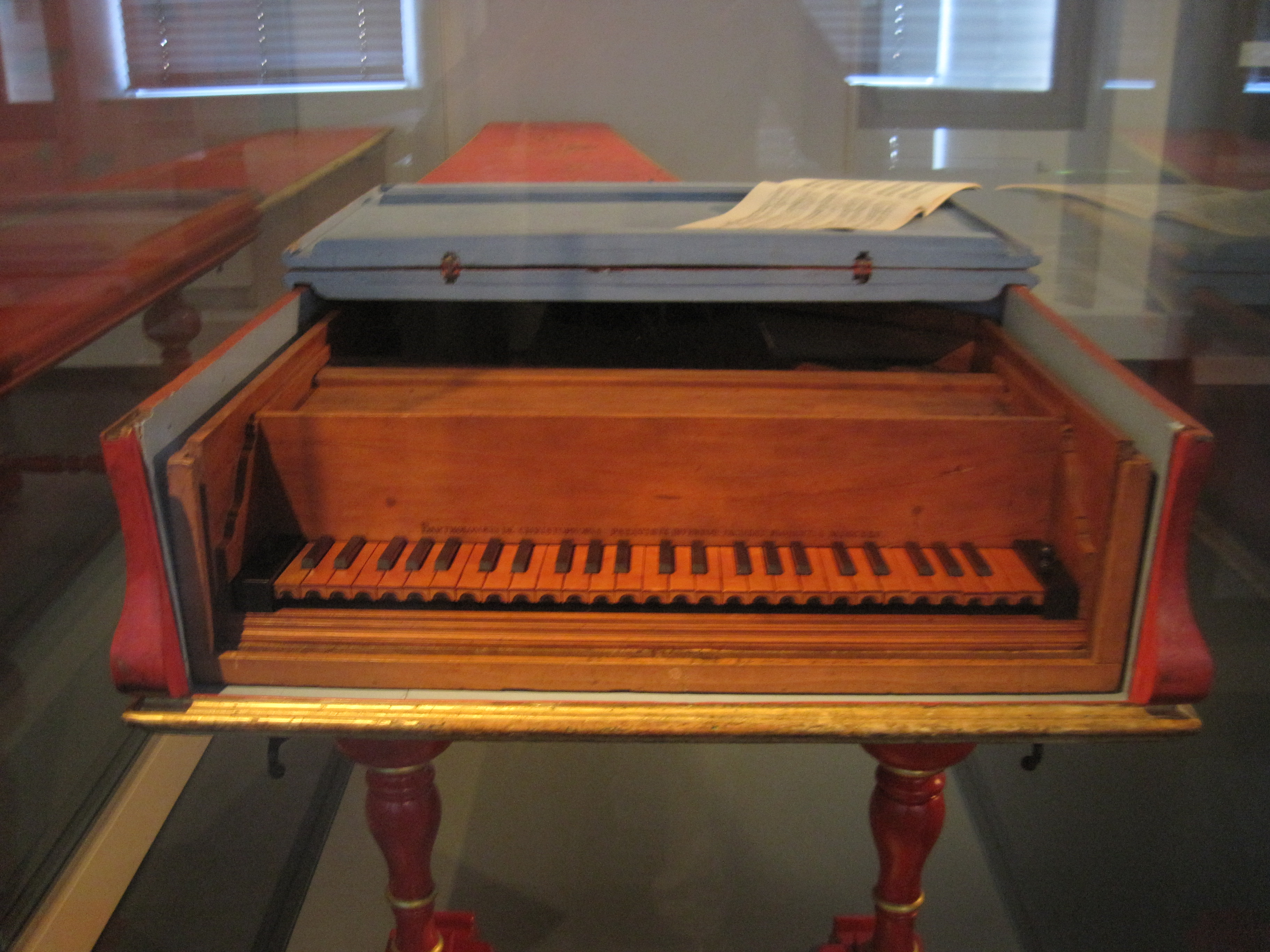
پیانو ساخت ۱۷۲۶

تعداد کل پیانوهای ساخته‌‌شده توسط کریستافوری ناشناخته است ولی نُه عدد پیانو از او، امروز در موزه موسیقی لایپزیگ و نیز دانشکده هنرهای زیبای فلورانس برجا مانده است.

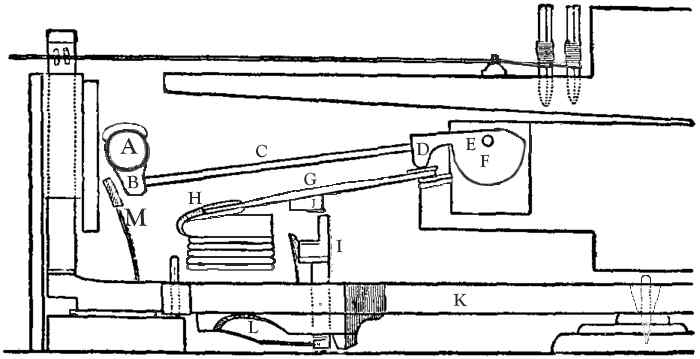
طرحی از ساختار پیانو کریستافوری